# عمر عزيمان
عمر عزيمان (17 أكتوبر 1947، تطوان) دبلوماسي ورجل قانون مغربي. يشغل منصب مستشار بالديوان الملكي المغربي، ورئيس اللجنة الاستشارية للجهوية. عمل كأستاذ بكلية الحقوق بالرباط، ومحاميا ومستشارا لدى عدد من المنظمات الحكومية وغير الحكومية الوطنية والدولية. تقلد مهام وزير منتدب لدى الوزير الأول مكلف بحقوق الإنسان من نونبر 1993 إلى فبراير 1995 ووزيرا للعدل بين 1997 - 2002. وعين في 10 ديسمبر 2002 رئيسا للمجلس الاستشاري لحقوق الإنسان. في 16 يوليو 2014 عينه الملك محمد السادس رئيسا للمجلس الأعلى للتربية والتكوين والبحث العلمي. وهو محسوب على التيار الفرنكفوني الذي يؤيد إدراج الدارجة المغربية في التعليم العمومي.

## مسيرته
تابع دراسته في الحقوق بالرباط ونيس وباريس.

### الديبلوماسية
مثل المغرب في عدد من الدورات السنوية للجنة الأمم المتحدة حول القانون التجاري الدولي من 1988 إلى 1993، كما قام بعدد من المهام الدبلوماسية ولا سيما بأمريكا اللاتينية.
منذ يونيو 1997، يشغل منصب الرئيس المنتدب لمؤسسة الحسن الثاني للجالية المغربية بالخارج. وفي 22 نوفمبر 2004، عينه الملك محمد السادس سفيرا للمغرب لدى إسبانيا. وانتهت مهامه الدبلوماسية في مدريد نهاية يناير 2010.
صادفت عزيمان خلال مشواره الدبلوماسي في مدريد أزمتان؛ تمثلت الأولى في زيارة غير مسبوقة قام بها ملك إسبانيا خوان كارلوس وعقيلته الملكة دونيا صوفيا لمدينتي سبتة ومليلية، حيث تم استدعاء السفير عزيمان إلى الرباط للتشاور، وظل هناك أكثر من شهرين قبل العودة إلى موقعه في مدريد بعد انتهاء الأزمة. أما الأزمة الثانية، فتمثلت في الإضراب عن الطعام الذي شنته الناشطة الصحراوية أمينتو حيدر أواخر 2009.
كما خاض عمر عزيمان مفاوضات استمرت أربع سنوات مع الجانب الإسباني حول الخزانة الزيدانية، والتي انتهت بالسماح للمغرب بنسخها.

### الوزارة
بعد تعيينه وزيراً للعدل سنة 1997 شهدت الساحة القضائية بالمغرب في عهد عمر عزيمان العديد من الصراعات بين القضاة والوزير، كان أولها عندما عمد إلى وصفهم في لقاء بأحد فنادق الدار البيضاء أنهم مرتشون، مادفع مجموعة منهم إلى الاعتصام داخل المعهد العالي للقضاء احتجاجا على ما اسموه إهانة لم تنته إلا برسالة من الملك الحسن الثاني، خفت من حدة الاحتقان، بعد تلك الحادثة توترت العلاقة بين القضاة والوزير الذي حاول أن يعلن عن حملة تطهير وقام بإجراءات لم يتقبلها القضاة من بينها تقسيم المناطق، والكفاءة العلمية التي دفعت مجموعة من القضاة إلى الرجوع إلى مدرجات الجامعة لأجل الحصول على دبلومات وشهادات تمكنهم من الترقي بسرعة، وأغفل جانب العمل والاجتهاد ما خلق نوعا من الميز بين القضاة. كما اتخذت في عهده مجموعة من القرارات لم يتقبلها القضاة. عجل حريق سجن بالجديدة برحيله ليتولى محمد بوزبع منصب وزير العدل.

### الديوان الملكي
أسندت إليه في 3 يناير 2010 رئاسة اللجنة الاستشارية للجهوية المكونة من 22 عضو، عهد إليها بلورة نموذج وطني لجهوية متقدمة لتواكب ورش الإصلاحات المؤسساتية. وكان عضوا في فريق تأليف الدستور الجديد.
رفع عمر عزيمان تقريرا إلى الملك حول سير عمل اللجنة وأرفق الرئيس هذا التقرير بملتمس إلى الملك يطلب فيه تمديد عمل اللجنة، ويذكر أن الملك كان قد حدد نهاية شهر يونيو 2010 الذي سيتضمن تصورها للجهوية في المغرب، وافق الملك على تمديد مدة عمل اللجنة إلى غاية نهاية سنة 2010. بعد أن انتهت أعمال اللجنة قدم عزيمان المقترحات والتوصيات.

### المجلس الأعلى للتربية
في 16 يوليو 2014 عينه الملك محمد السادس رئيسا للمجلس الأعلى للتربية والتكوين والبحث العلمي. بعد الانتقادات الحادة التي وجهها الملك قطاع التعليم في البلاد، والذي سقط على اثره الوزير الاستقلالي محمد الوفا وجرى استبداله وتعيين التقنوقراطي الفرنكفوني رشيد بلمختار في هذا المنصب. وكانت أولى مهام المجلس، بصفته مؤسسة استشارية، إنجاز تقرير تقييمي لعشرية التربية والتكوين الممتدة من 2000 إلى 2013، والتداول في مشاريع إصلاح منظومة التربية والتعليم على المدى القصير والمتوسط مع الوزراء المعنيين.
كان مرتقب أن يتم إحلال الإنجليزية لغة أجنبية أولى مكان الفرنسية، ضمن التقرير الاستراتيجي الذي سيرفع للملك محمد السادس، لكن في الأخير شهد هذا المقترح نقاشا ساخنا داخل أروقة المجلس، حيث دافع التيار الفرنكفوني على الإبقاء على الفرنسية. فأمر عمر عزيمان، الموالي للتيار الفرنكفوني، بتشكيل لجينة من خارج اللجن الدائمة، هدفها إعادة النظر في مقترح اعتماد اللغة الإنجليزية في المناهج التعليمية المغربية.

## جوائز
- وسام العرش من درجة فارس (المغرب 1995).[20]
- وسام الاستحقاق من درجة الحمالة الكبرى (البرتغال 1998)
- وسام جوقة الشرف من درجة قائد (فرنسا 1999)
- وسام الصليب الأكبر للاستحقاق المدني (إسبانيا 2000).
- وسام العرش من درجة ضابط ‌(المغرب ‌‌‌2006).
- جائزة من طرف المنظمة الإسبانية «منتدى الأطر العليا»، التي توجد تحت الرئاسة الشرفية للعاهل الإسباني الملك خوان كارلوس الأول. (14 نوفمبر 2006)
- وسام إيزابيلا الكاتوليكية من درجة الصليب الأكبر (إسبانيا 2010)
- وسام العرش من درجة قائد ‌(المغرب ‌‌‌‌‌‌2011).